# Tranvía de Toronto
El Tranvía de Toronto (en inglés, Toronto streetcar system) es una red de tranvía que da servicio a la ciudad canadiense de Toronto en la provincia de Ontario. El Comité de Tránsito de Toronto (en inglés: Toronto Transit Commission, por sus siglas: TTC) es el operador de los transportes de Toronto que incluyen diez líneas de tranvía además del Metro de Toronto y los autobuses.

## Líneas
La red consta de once líneas.
| Línea | Nombre        | Largo (km)           | Recorrido |
| ----- | ------------- | -------------------- | --- |
| 501   | Queen         | 16,9                 | Neville Park Loop – Humber Loop (Loop = bucle de tranvía; después de 22:00 horas, extensión a Long Branch Loop, reemplazando la línea 507 Long Branch) |
| 503   | Kingston Road | 9,8                  | Bingham Loop – York Street |
| 504   | King          | 504A: 10,4 504B: 9,6 | La línea 504 tiene dos ramales parcialmente superpuestos: - 504A: Distillery Loop – Dundas West Station - 504B: Broadview Station – Dufferin Gate Loop |
| 505   | Dundas        | 10,9                 | Broadview Station – Dundas West Station |
| 506   | Carlton       | 15,1                 | Main Street Station – High Park Loop |
| 507   | Long Branch   | 7,9                  | Humber Loop – Long Branch Loop (No hay servicio después de las 22:00 horas.)                                                                           |
| 508   | Lake Shore    | 21.7                 | Broadview Station – Long Branch Loop (solo durante la hora pico)                                                                                       |
| 509   | Harbourfront  | 4,4                  | Union Station – Exhibition Loop |
| 510   | Spadina       | 5,4                  | Union Station – Spadina Station |
| 511   | Bathurst      | 5,3                  | Bathurst Station – Exhibition Loop |
| 512   | St. Clair     | 7,1                  | St. Clair Station – St. Clair West Station – Gunns Loop                                                                                                |

## Descripción
En Toronto han existido tranvías desde el siglo XIX (movidos por caballos en 1861, y por electricidad desde 1891). Eran los principales medios de transporte utilizados por la TTC hasta la década de 1960, cuando decidió sustituir las líneas de tranvía por líneas de metro y autobús en las rutas más congestionadas. Esta sustitución continuó a lo largo de la década de 1970. Por presión de la población, este proceso se detuvo en 1977.
A pesar de la reducción masiva del sistema de tranvías, estos aún forman una parte importante del sistema de transporte público de Toronto. El sistema de tranvías de Toronto utiliza técnicas que ya no se usan en muchos sistemas modernos de tranvías de otras ciudades, si bien no son tranvías históricos (a pesar de que la flota es relativamente antigua). Proporcionan la mayor parte del servicio de transporte público de superficie en el centro financiero de la ciudad. Todas las líneas de tranvía de la ciudad, a excepción de una, tienen su foco el centro financiero, y operan próximas al centro y el litoral de la ciudad con el Lago Ontario. De las cinco rutas de superficie más transitadas de la TTC, cuatro son líneas de tranvía.
Actualmente, el sistema de tranvías del TTC tiene 11 líneas. Siete de estas líneas tienen los raíles instalados en plena calle, y tres líneas tienen raíles instalados en una parte de la calle separada del resto de la vía para el uso exclusivo de los tranvías. Al igual que con los autobuses, los tranvías no paran en las paradas, sino que lo hacen bajo petición. El parque actual de tranvía utiliza 204 vehículos Flexity Outlook de Bombardier.
El ancho de vía de los raíles de tranvía de la TTC es de 1.495 milímetros, 60 milímetros más que el patrón estándar de 1.435 milímetros. Una posible razón, muy popular en Toronto aunque falsa, es que la ciudad de Toronto temía que la Toronto Railway Company —el nombre de la principal compañía de transporte público que operó en la ciudad entre 1891 y 1921, y que tenía el derecho de crear y administrar las líneas de tranvía de la ciudad— permitiese que un ferrocarril operase trenes a vapor en sus raíles, haciendo así que los trenes viajasen por las calles de la ciudad. La razón verdadera es que, cuando la Toronto Railway Company creó las primeras líneas de tranvía de la ciudad, las calles de Toronto aún no estaban asfaltadas, lo que obligó a instalar los raíles en la calle utilizando un ancho de vía diferente del patrón, de modo que permitiese la circulación suave de los tranvías. Debido al coste de la conversión de todos los raíles y de los vehículos, y de la ausencia de beneficios, el ancho de vía de 1.495 sigue usándose hasta la actualidad.
Posteriormente, la TTC adoptaría el ancho de vía de 1.495 milímetros para tres líneas del metro de Toronto para compartir instalaciones tanto para el sistema de tranvías como de metro. Aunque al final la TTC decidió aislar completamente el sistema de metro del de tranvía, se siguió manteniendo el ancho de vía de 1.495 milímetros en el metro por razones económicas.